# Ohlenrode
Ohlenrode ist ein Ortsteil der Gemeinde Freden (Leine) im Landkreis Hildesheim in Niedersachsen. Er ist Mitglied der Region Leinebergland, ein nach dem Leader-Ansatz gegründeter freiwilliger Zusammenschluss verschiedener Städte und Gemeinden im südlichen Niedersachsen.

## Eingemeindungen
Am 1. März 1974 wurde die ehemals selbstständige Gemeinde Ohlenrode in die neue Gemeinde Landwehr eingegliedert. Diese wiederum wurde am 1. November 2016 nach Freden (Leine) eingegliedert, die Samtgemeinde Freden (Leine) wurde aufgelöst.

## Politik

### Gemeinderat und Bürgermeister
Ohlenrode wird auf kommunaler Ebene von dem Gemeinderat der Gemeinde Freden (Leine) vertreten.

### Wappen
Der Gemeinde wurde das Kommunalwappen am 3. August 1938 durch den Oberpräsidenten der Provinz Hannover verliehen. Überreicht wurde es durch den Landrat aus Alfeld am 1. November desselben Jahres.
| Wappen von Ohlenrode | Blasonierung: „Auf Rot eine aus einer silbernen Palisade wachsende silberne Hellebarde mit goldenem Stiel.“ |
| Wappen von Ohlenrode | Wappenbegründung: Ohlenrode bildet in Gemeinschaft mit den beiden Nachbardörfern Eyershausen und Wetteborn die Landwehr des ehemaligen Amtes Winzenburg. Diese Bezeichnung ist noch allgemein im Kreise Alfeld gebräuchlich und wird im Wappen sämtlicher drei Gemeinden durch eine Palisade gekennzeichnet. Jede Ortschaft hat darüber als Merkmal eine mittelalterliche Waffe. Für Ohlenrode ist eine Hellebarde in das Wappen gesetzt worden. |